# Микитівське родовище ртуті
Микитівське родовище ртуті — скупчення ртутних руд у районі міста Горлівки Донецької області України. 

## Опис
Пов'язане з склепінням Горлівської антикліналі. Виділено чотири рудні зони — Чагарницьку, Софіївську, Чорнокурганську і Бермутську. Багатоярусне зруденіння має вертикальний розріз до 2000 м. Основний рудний мінерал — кіновар, другорядні — антимоніт, арсенопірит, бісмутин, пірит, халькопірит, галеніт і сфалерит, рідше — реальгар.
Родовище відоме з 1879 року, експлуатується з 1886 року. Руду переробляли на Микитівському ртутному комбінаті. У зв'язку з розпадом СРСР, і занепадом економіки родовище було законсервовано і не експлуатується з 1991 року.